# جوزيبي دي أندريا

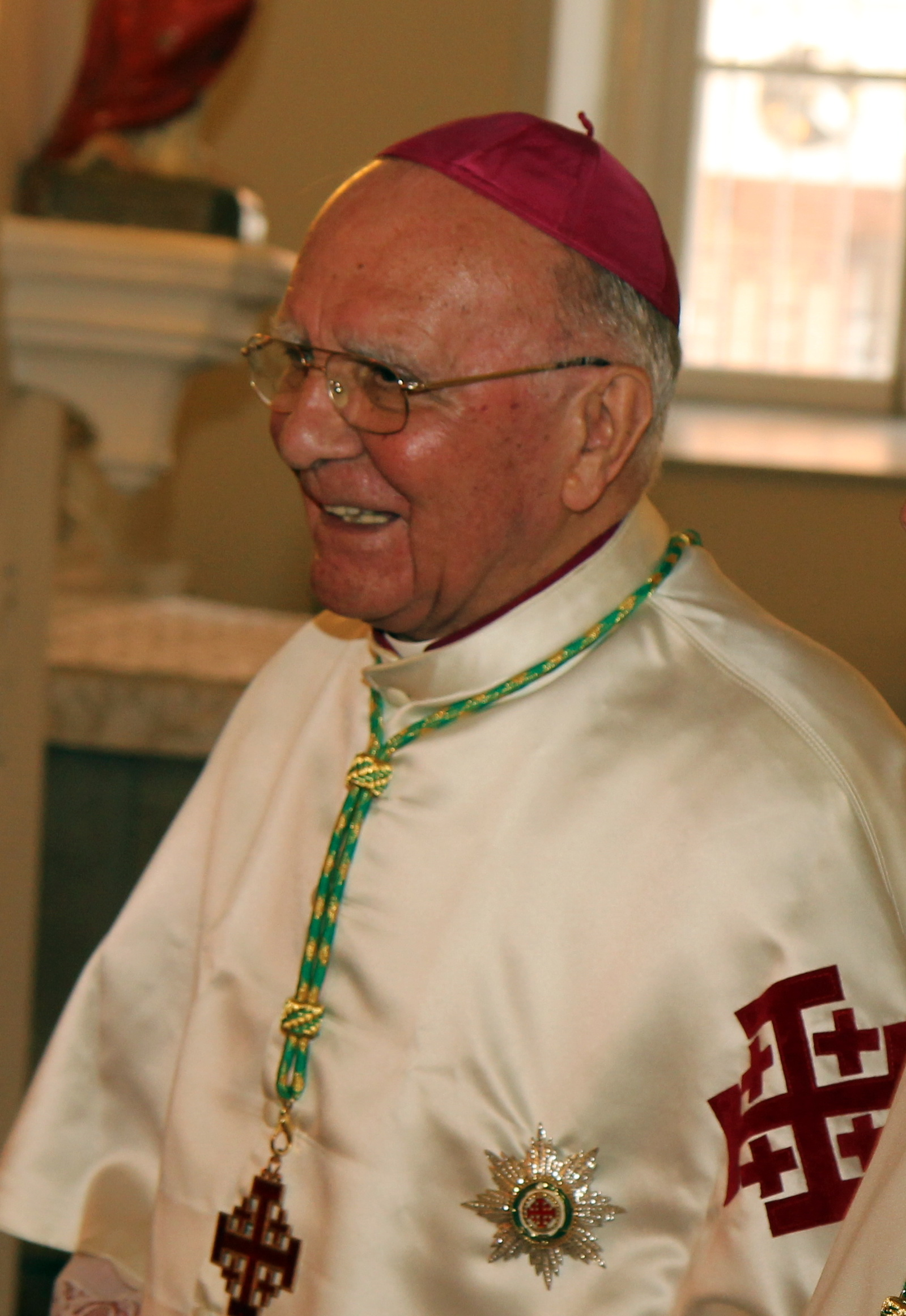

جوزيبي دي أندريا (بالإيطالية: Giuseppe De Andrea)‏ (20 أبريل 1930 في ريفارولو كانافيس، إيطاليا - 29 يونيو 2016 في روما، إيطاليا) كان مطران روماني كاثوليكي أمريكي الجنسية إيطالي المولد.

## التعليم
حصل على لقب ليسنت اللاهوت المقدس من الجامعة الغريغورية الحبرية في روما وشهادة الماجستير في التربية من الجامعة الكاثوليكية الأمريكية في واشنطن العاصمة.

## المسيرة المهنية

### البدايات
عمل دي أندريا كمعلم كهنوت في 21 يونيو 1953 في كينيا من 1956 إلى 1958.
ثم تم تجسيمه إلى أبرشية الروم الكاثوليك في غرينسبورغ في ولاية بنسيلفانيا في عام 1958 وعمل في الرعايا والمؤسسات الأخرى لمدة عشرين عاما.
من 1961 إلى 1964 كان قسيس وأستاذ اللاهوت في جامعة سيتون هيل. في الفترة من 1964 إلى 1967 كان مدير مدرسة سانت جوزيف هول التحضيرية في غرينسبورج في ولاية بنسيلفانيا.

### الخدمة الدبلوماسية
في الثمانينات عمل رئيس الأساقفة دي أندريا ممثلا للفاتيكان في الأمم المتحدة. في عام 1994 عين في المجلس البابوي للرعاية الرعوية للمهاجرين والمتجولين.
في عام 2001 تم تعيينه رئيس أساقفة أنزيو ثم شغل منصب الرسولية في الكويت واليمن والبحرين وشبه الجزيرة العربية. تقاعد دي أندريا من المكتب الدبلوماسي في عام 2005 بعد بلوغه الحد الأقصى للسن.

### المستشار
رئيس الأساقفة دي أندريا خدم كمستشار لفرسان القبر المقدس من 2008 إلى 2013. في 2011-2012 بعد استقالة الكاردينال فولي بسبب سوء الصحة نفذ مؤقتا حتى تعيين الكاردينال إدوين أوبراين.

## لاحقا
خلال تقاعده كان بمثابة كنسي كبير في كنيسة القديس بطرس في روما.
ظل سفير بابوي فخري في الكويت والمقيم الفخري لفرسان القبر المقدس.
توفي في روما في سن 86 ودفن بجنب شقيقه المطران جيوفاني في مقبرة ريفارولو كانافيس.

## الحياة الشخصية
كان ابن أنطونيو وأنطونيتا (مارشيتي) دي أندريا. أخيه الأكبر هو المطران جيوفاني دي أندريا.
في الولايات المتحدة كان يعرف باسم الأب جوزيف دي أندريا وحتى بعد أن أصبح رئيس الأساقفة وقال أنه أبقي على الأب جو لرعاته.